# Franz Aglietti

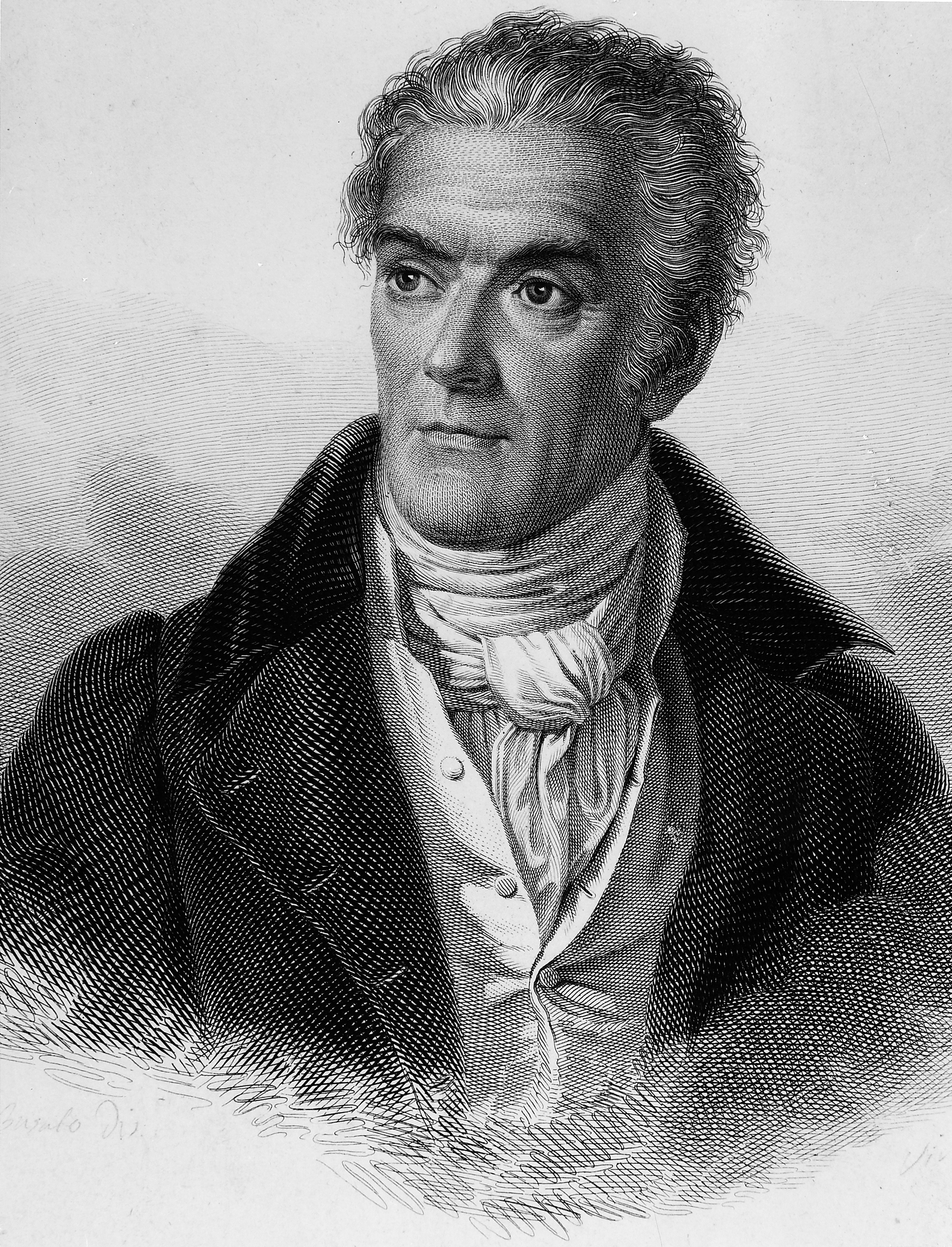
Franz Aglietti (Francesco Aglietti)

Franz Aglietti (Francesco Aglietti; * 13. Oktober 1757 in Padua; † 3. Mai 1836) war ein italienischer Arzt. Er hatte den Grad eines Doktors und wirkte als Professor in Venedig sowie als Arzt, Direktor und Protomedicus an einem Hospital der Stadt, dem Atheneum. Dort war er auch Generalsekretär. Außerdem war er im provisorischen kaiserlich-königlichen See-Sanitätsmagistrat zu Venedig erster Arzt und kaiserlich-königlicher wirklicher Gubernialrat. 1790 wurde er zum korrespondierenden Mitglied der Göttinger Akademie der Wissenschaften gewählt. Er verfasste Aufsätze für mehrere italienische Zeitschriften. Constantin von Wurzbach bezeichnet ihn als „ausgezeichnete[n] Arzt“.

## Schriften
- Saggio sopra la costanza delle leggi fondamentali dell’arte medica. Discorso Accademico. Palese, Venedig 1804.